# Tallium-malonát
A tallium-malonát a malonsav talliumsója. Rendkívül veszélyes anyag. Szerepel a rendkívül veszélyes anyagok listáján.

## Fordítás
Ez a szócikk részben vagy egészben  a   Thallous malonate című angol Wikipédia-szócikk ezen változatának fordításán alapul.  Az eredeti cikk szerkesztőit annak laptörténete sorolja fel. Ez a jelzés csupán a megfogalmazás eredetét és a szerzői jogokat jelzi, nem szolgál a cikkben szereplő információk forrásmegjelöléseként.